# Joachim Werner Ehrig
Joachim Werner Ehrig (* 21. Februar 1947 in Heidelberg) ist ein ehemaliger deutscher Ruderer, der 1972 die olympische Bronzemedaille im Vierer ohne Steuermann gewann.
Der Ruderer von ETuF Essen belegte 1969 im Vierer den fünften Platz bei den Europameisterschaften. 1970 wurde der Vierer neu besetzt: Zu Ehrig als Schlagmann und seinem Vereinskameraden Claus Schneggenburger kamen mit Wolfgang Plottke aus Marl und Peter Funnekötter aus Münster zwei Ruderer aus Westfalen ins Boot. Bei den Weltmeisterschaften im kanadischen St. Catherines kam dieser Vierer hinter dem Boot vom SC Einheit Dresden ins Ziel und gewann die Silbermedaille. 1971 rückte der Passauer Franz Held für Schneggenburger ins Boot. In der Besetzung Plottke, Held, Funnekötter, Ehrig belegte das Boot bei den Europameisterschaften in Kopenhagen den dritten Platz hinter dem Dresdner Vierer und dem Boot aus Norwegen. Bei den Olympischen Spielen 1972 in München fuhr der westdeutsche Vierer in der gleichen Besetzung wie im Vorjahr und belegte erneut den dritten Platz, es siegte der Dresdner Vierer vor dem Boot aus Neuseeland.
Am 11. September 1972 wurde er durch Verleihung des Silbernen Lorbeerblattes geehrt.